# Thüringer HC
Thüringer HC, Thüringer Handball Club Erfurt-Bad Langensalza e. V., THC – niemiecki klub piłki ręcznej kobiet z siedzibą w Erfurcie. Został założony w 2000 roku. Występuje w rozgrywkach Bundesligi.

## Sukcesy
- Puchar Challenge:
  -  2009
- Puchar Zdobywców Pucharów:
  - Półfinał: 2013
- Mistrzostwa Niemiec:
  -  2011, 2012, 2013, 2014, 2015, 2016, 2018
- Puchar Niemiec:
  -  2011, 2013

## Kadra 2011/12
- 1.  Jana Krause
- 2.  Natalija Reszetnikowa
- 3.  Anouk Van de Wiel
- 4.  Beate Scheffknecht
- 5.  Sonja Frey
- 7.  Eliza Buceschi
- 9.  Josephine Kessler
- 12. Dinah Eckerle
- 13. Meike Schmelzer
- 14. Danick Snelder
- 16. Lucie Satrapová
- 18. Iveta Luzumová
- 19. Katrin Engel
- 22. Lotte Prak
- 23. Marieke Blase
- 28. Lýdia Jakubisová
- 30. Svenja Huber
- 31. Kerstin Wohlbold